# 江鸿海
江鸿海（1912年—2014年11月20日），湖北麻城人。中国人民解放军少将。1930年5月，参加中国工农红军，1931年1月加入中国共产主义青年团，1932年11月加入中国共产党。
历任红四方面军27师81团政治处主任、政治委员等职，参加反围剿战役和长征。抗日战争时期，任八路军129师385旅770团政治处敌工股股长、卫生部政委等职，参加辽沈战役、平津战役等。中华人民共和国成立后，担任46军136师副政委、政委，率部参加朝鲜战争。回国后担任湖北省军区政治部主任，湖北省军区副政治委员。
第五届全国政协委员。1961年晋升中国人民解放军少将军衔。荣获二级八一勋章、二级独立自由勋章、二级解放勋章、一级红星功勋荣誉章、抗日战争胜利六十周年纪念章。
2014年11月20日在武汉逝世。